# Cercosporella
Genre
Cercosporella est un genre de champignons ascomycètes de la famille des Mycosphaerellaceae.

## Liste d'espèces
Selon Index Fungorum (2 novembre 2019) :
- Cercosporella acanthi (Pass.) D. Sacc. 1899
- Cercosporella aconiti Chevassut
- Cercosporella acroptili (Bremer) U. Braun 1993
- Cercosporella advena Syd. 1939
- Cercosporella aesculi Y. Harada & Katsuki 1976
- Cercosporella alafiae Hansf. 1943
- Cercosporella albiziae Hansf. 1947
- Cercosporella ambrosiae-artemisiifoliae U. Braun & Urtiaga 2013
- Cercosporella anamirtae Hosag. & R.K. Verma 1992
- Cercosporella anemonis Baudyš 1916
- Cercosporella anethi Sacc. 1918
- Cercosporella antiaridis Hansf. 1944
- Cercosporella antirrhini Wakef. 1918
- Cercosporella apocyni (Ellis & Kellerm.) Trel. 1885
- Cercosporella arachnoidea F.A. Wolf 1936
- Cercosporella archangelicae Jaap 1922
- Cercosporella asterina Speg. 1898
- Cercosporella astrantiae Siemaszko 1919
- Cercosporella augustana Ferraris 1912
- Cercosporella azimae Thirum. & Naras. 1950
- Cercosporella babajaniae Osipian 1975
- Cercosporella baccharidis Ellis & Everh. 1895
- Cercosporella barnadesiae Petr. 1950
- Cercosporella boehmeriae Sawada 1943
- Cercosporella bonteae Manoliu & Mítítíuc 1976
- Cercosporella boutelouae R. Sprague & Rogerson 1959
- Cercosporella californica Bonar 1942
- Cercosporella callosa Allesch. 1900
- Cercosporella calthae A. Raabe 1939
- Cercosporella cana (Sacc.) Sacc. 1880
- Cercosporella canavaliae Sawada 1959
- Cercosporella cardariae Vasyag. 1973
- Cercosporella carduicola Brunaud 1897
- Cercosporella carthami Murashk. 1926
- Cercosporella catenulata Videira & Crous 2016
- Cercosporella centaureae Syd. & P. Syd. 1900
- Cercosporella centaureicola Berner, U. Braun & Eskand. 2006
- Cercosporella cerastii Vasyag. 1973
- Cercosporella cimicifugae H.D. Shin & U. Braun 2000
- Cercosporella clematidis Sawada 1942
- Cercosporella cocae Speg. 1920
- Cercosporella colubrina Ellis & Everh. 1900
- Cercosporella compacta Traverso 1904
- Cercosporella convallariae Sawada 1958
- Cercosporella coorgica Muthappa 1968
- Cercosporella coronillae Karak. 1937
- Cercosporella crambes Annal. 1981
- Cercosporella crataevae (Berk. & Broome) Petch 1927
- Cercosporella crotonis Henn. 1904
- Cercosporella cylindrospora R. Heim 1934
- Cercosporella dearnessii Bubák & Sacc. 1913
- Cercosporella dendrocalami Sawada 1944
- Cercosporella dictamni Săvul. 1943
- Cercosporella dioscoreae Sawada 1958
- Cercosporella dioscoreophylli (Henn.) Deighton 1973
- Cercosporella dolichandrae Crous & den Breeÿen 2014
- Cercosporella echii Syd. 1921
- Cercosporella echii Săvul. & Sandu 1935
- Cercosporella echinulata Garb. 1924
- Cercosporella ehretiae Sawada 1959
- Cercosporella elvirae Syd.
- Cercosporella endecaphyllae T.S. Ramakr. & Sundaram 1955
- Cercosporella epimedii Siemaszko 1915
- Cercosporella equiseti (C. Massal.) U. Braun 1992
- Cercosporella eremodauci Annal. 1972
- Cercosporella eryngii Vasyag. & Pisareva 1973
- Cercosporella euonymi Erikss. 1891
- Cercosporella eupatorii Sawada 1943
- Cercosporella eupatorii Sawada ex Goh & W.H. Hsieh 1990
- Cercosporella euphorbiacearum Siboe & J.C. David 2000
- Cercosporella filicis-feminae (Bres.) Höhn. 1924
- Cercosporella gallica Sacc. 1917
- Cercosporella gei Dearn. & Bisby 1929
- Cercosporella heterospora (Ellis & Everh.) U. Braun 1990
- Cercosporella holostei Golovin 1950
- Cercosporella hypoestis Hansf. 1947
- Cercosporella idahoensis Sacc. 1920
- Cercosporella indica T.K.S. Singh 1962
- Cercosporella indigoferae Miura 1928
- Cercosporella indigoferae Sawada 1959
- Cercosporella indigofericola U. Braun 1994
- Cercosporella ipomoeae Sawada 1943
- Cercosporella ipomoeicola Sawada 1959
- Cercosporella iridis Annal. 1972
- Cercosporella isatidis Melnik 1971
- Cercosporella jaapiana (Magnus) Andrian. & Minter 2011
- Cercosporella junci MacGarvie & O'Rourke 1969
- Cercosporella justiciae S. Ahmad 1967
- Cercosporella karelii Bremer & Petr. 1947
- Cercosporella leuzeae (Sandu) U. Braun 1993
- Cercosporella levistici Kwashn. 1928
- Cercosporella lewisii (Savile) U. Braun 1992
- Cercosporella libanotidis Vasyag. & Pisareva 1973
- Cercosporella lilii Dearn. 1929
- Cercosporella liliicola (Richon) Sacc. 1892
- Cercosporella lindaviana (Jaap) U. Braun 1992
- Cercosporella lini Woron. 1915
- Cercosporella macrospora Bres. 1896
- Cercosporella macularis (J. Schröt.) Magnus 1906
- Cercosporella millettiae Haldar & J.B. Ray 2009
- Cercosporella mirabilis Peck 1912
- Cercosporella moelleri N.F. Buchw. 1958
- Cercosporella mori Peck
- Cercosporella myosotidis Buchalo 1961
- Cercosporella narcissi Hollós 1928
- Cercosporella oenotherae Speg. 1898
- Cercosporella ontariensis Sacc. 1913
- Cercosporella oxalidis Grove 1922
- Cercosporella oxyriae Rostr. 1891
- Cercosporella palustris R. Sprague 1962
- Cercosporella pantoleuca Sacc. 1881
- Cercosporella pergulariae U. Braun 1999
- Cercosporella peristrophes Syd. 1933
- Cercosporella pfaffiae Deighton 1973
- Cercosporella phlomidis N.P. Golovina 1960
- Cercosporella physospermi Annal. 1972
- Cercosporella phyteumatis (A.B. Frank) Sacc. 1892
- Cercosporella podospermi Hollós 1910
- Cercosporella polysciadis (Henn.) Hansf. 1943
- Cercosporella pouzolziae Sawada 1959
- Cercosporella primulae Allesch. 1892
- Cercosporella prolificans (Ellis & Holw.) Sacc. 1895
- Cercosporella pseudachyranthis (R.F. Castañeda & U. Braun) U. Braun 2015
- Cercosporella ptarmicae (Lindau) U. Braun 1992
- Cercosporella ranunculi Jaap 1916
- Cercosporella raveneliana (Thüm.) Sacc. 1886
- Cercosporella reticulata Peck 1883
- Cercosporella rhaetica Sacc. & G. Winter 1883
- Cercosporella rhois Sawada 1958
- Cercosporella rubi (G. Winter) Plakidas 1937
- Cercosporella salviae Pat. 1895
- Cercosporella scirpi (Zaprom.) Karak. 1937
- Cercosporella scirpina Davis 1915
- Cercosporella sennenii Gonz. Frag. 1917
- Cercosporella struthiopteridis Siemaszko 1923
- Cercosporella tamicola Lambotte & Fautrey 1897
- Cercosporella telosmae Deighton 1973
- Cercosporella tephrosiae H.C. Greene 1959
- Cercosporella terminalis Peck 1912
- Cercosporella thespesiae Thirum. & Naras. 1950
- Cercosporella thladianthae R. Kirschner 2007
- Cercosporella thunbergiae Hansf. 1944
- Cercosporella tinosporae (Lacy & Thirum.) Deighton 1973
- Cercosporella toxicodendri (Ellis) U. Braun 1998
- Cercosporella tragopogonis Vestergr. 1914
- Cercosporella triumfettae Sawada 1944
- Cercosporella triumfettae Thirum. & Naras. 1950
- Cercosporella trollii (Jacz.) Bubák 1915
- Cercosporella trolliicola Bond.-Mont. 1934
- Cercosporella ugandensis Deighton 1973
- Cercosporella ulmicola Höhn. 1902
- Cercosporella varia Christoff & Christova 1939
- Cercosporella verbasci Hollós 1928
- Cercosporella versatilis Syd. 1939
- Cercosporella vexans Massee 1923
- Cercosporella viciae Siemaszko 1923
- Cercosporella virgaureae (Thüm.) Allesch. 1895
- Cercosporella yadavii Deighton 1973